# Guillaume Boutier
Pour les articles homonymes, voir Boutier.
Guillaume Boutier, (mort en 1467)  est un prélat français du XVe siècle.

## Biographie
Guillaume Boutier est nommé, comme successeur de Guillaume Flô, abbé de l'Abbaye Notre-Dame de Beaulieu par le Pape Martin V en 1426. Conseiller du duc Jean V de Bretagne il est élu évêque de Saint-Malo par le chapitre de la cathédrale après la mort du cardinal Guillaume de Montfort. Le Pape Eugène IV refuse de confirmer son élection et nomme le 24 octobre 1432 Amauri de la Motte qui était déjà évêque de Vannes.
L'évêque de Saint-Malo Amaury de la Motte meurt le 5 août 1434 et le chapitre de chanoines élit une nouvelle fois l'abbé Guillaume Boutier, aumônier et conseiller du duc Jean V comme évêque. Le pape Eugène IV refuse de nouveau de confirmer cette élection et transfère Pierre Piédru évêque de  Tréguier à l'évêché de  Saint-Malo par bulles du 27 août 1435. Le duc Jean V de Bretagne doit s'incliner encore une fois .
Guillaume Boutier meurt en 1467 il est inhumé dans le cœur de son église abbatiale